# Mamadou Dia

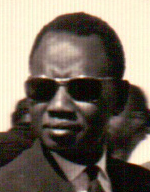
Mamadou Dia (1962)

Mamadou Dia (Khombole, 18 juli 1910 - Dakar, 25 januari 2009) was de eerste premier van Senegal.

## Levensloop
Hij studeerde voor onderwijzer aan de École William Ponty. Dia werd een radicaal socialist, Hij werd in 1948 verkozen tot algemeen raadslid en vervolgens tot senator en volksvertegenwoordiger. Hij werd in 1956 voorzitter van de Senegalese regeringsraad.
In  januari 1957 richtte hij de Parti de la convention africaine (PCA) op, samen met de gematigde en op Frankrijk georiënteerde Léopold Senghor.
Dia werd regeringsleider van de autonome republiek Senegal in 1958 en voorzitter van de ministerraad na de onafhankelijkheid in september 1960.
In het begin van de jaren 60 brak een machtsstrijd uit tussen Senghor en premier Mamadou Dia. Dia geloofde in een radicaal socialistisch beleid en minimale afhankelijkheid van Frankrijk. Senghor wilde de hechte culturele, economische en financiële banden met Frankrijk juist handhaven om Senegal  welvarend te maken. De machtsstrijd werd in het voordeel van Senghor beslist en Dia trad in 1962 af als premier.
Hij werd  hetzelfde jaar beschuldigd van een staatsgreep en kwam hierdoor in de gevangenis terecht. Hij werd veroordeeld tot een levenslange gevangenisstraf. Dit werd in 1972 herleid tot twintig jaar en in 1974 werd hij vrijgelaten. Dia deed in het begin van de jaren 80 een nieuwe gooi naar het politiek mandaat, maar hij bleek te weinig aanhang te hebben.

## Werken
- Mamadou Dia. Nations Africaines et Solidarité Mondiale, 1961